# Kanion (Zimny Dół)
Kanion – grupa skał w dolinie Zimny Dół we wsi Czułów w województwie małopolskim, w powiecie krakowskim, w gminie Liszki. Pod względem geograficznym jest to obszar  Garbu Tenczyńskiego będącego południowym fragmentem Wyżyny Krakowsko-Częstochowskiej.
Skały Kanionu znajdują się nieco powyżej Źródła w Zimnym Dole, na dnie potoku płynącego Zimnym Dołem, oraz w dolnej części jego orograficznie prawego zbocza. Przy drodze prowadzącej dnem Zimnego Dołu znajduje się tablica informacyjna rezerwatu przyrody Zimny Dół i Małopolskiego Szlaku Turystycznego. Skałki Kanionu znajdują się w obrębie tego rezerwatu. Są to zbudowane z wapieni zrostkowych i skalistych duże, porośnięte mchami i glonami głazy. Powstały na dnie morza w jurze późnej. Ich obecne kształty są wynikiem erozji. Dawniej uprawiano na nich bouldering. Wspinacze poprowadzili na skałach Kanionu 9 dróg wspinaczkowych. Od czasu utworzenia rezerwatu przyrody wspinaczka na skałach jest zabroniona.
Oprócz skał Kanionu w obrębie rezerwatu przyrody Zimny Dół znajduje się skała o nazwie Wielka Zerwa, będąca najwyższą skałą w rezerwacie, oraz grupy skalne: Przełaz, Labirynt i Głazy. Obok skał tych, w tym również obok Kanionu, prowadzi znakowana ścieżka dydaktyczna. 

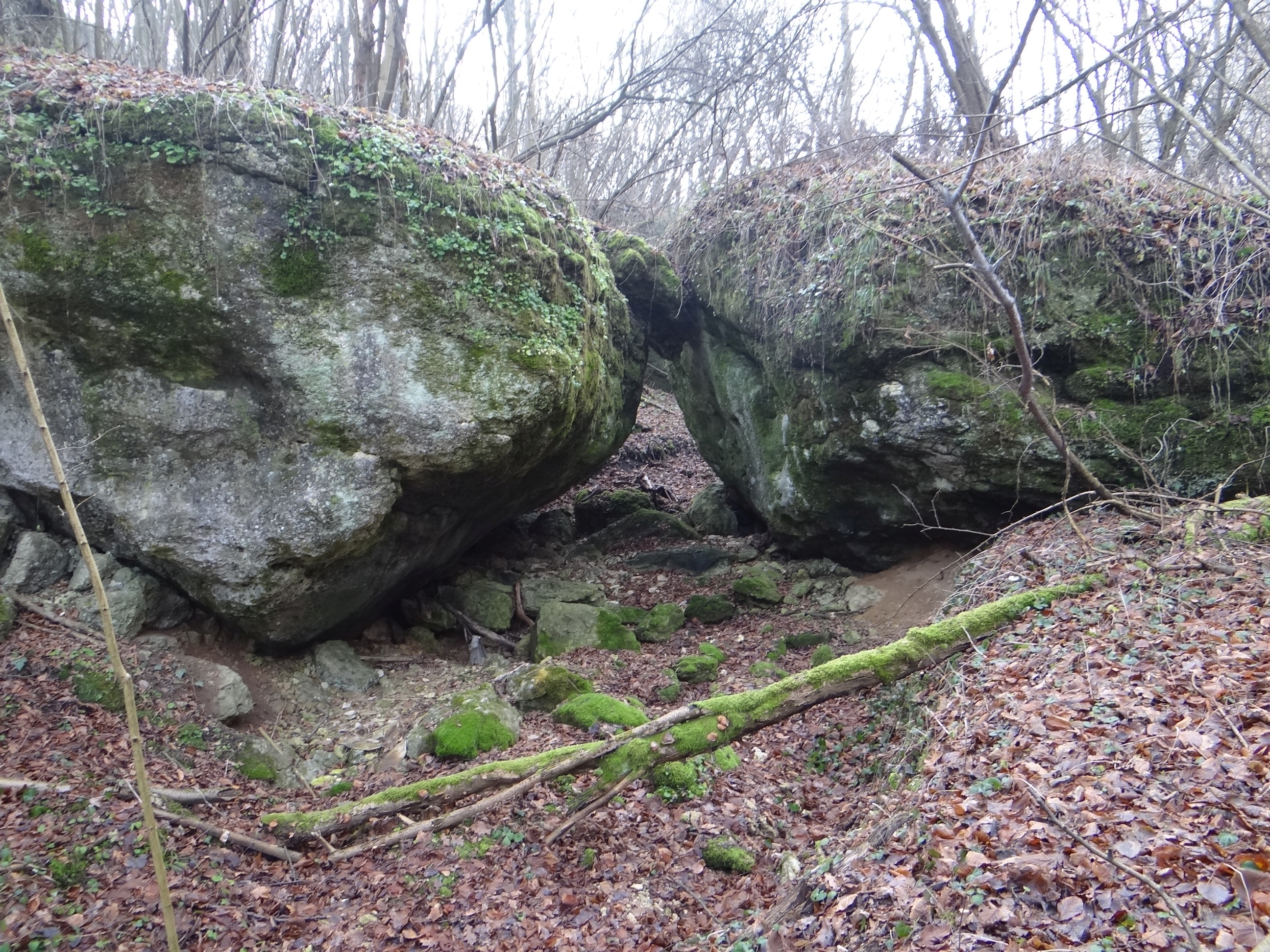
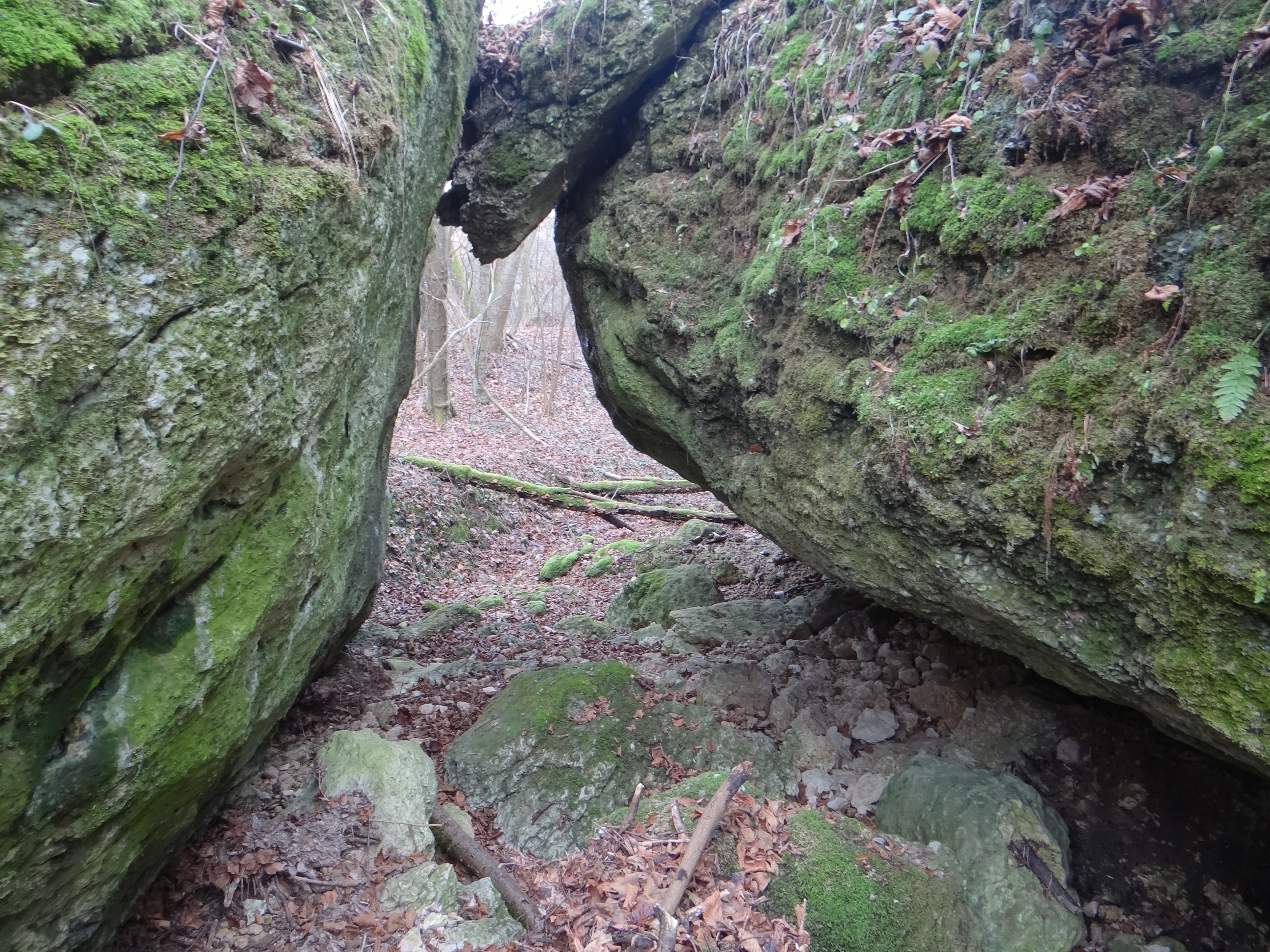
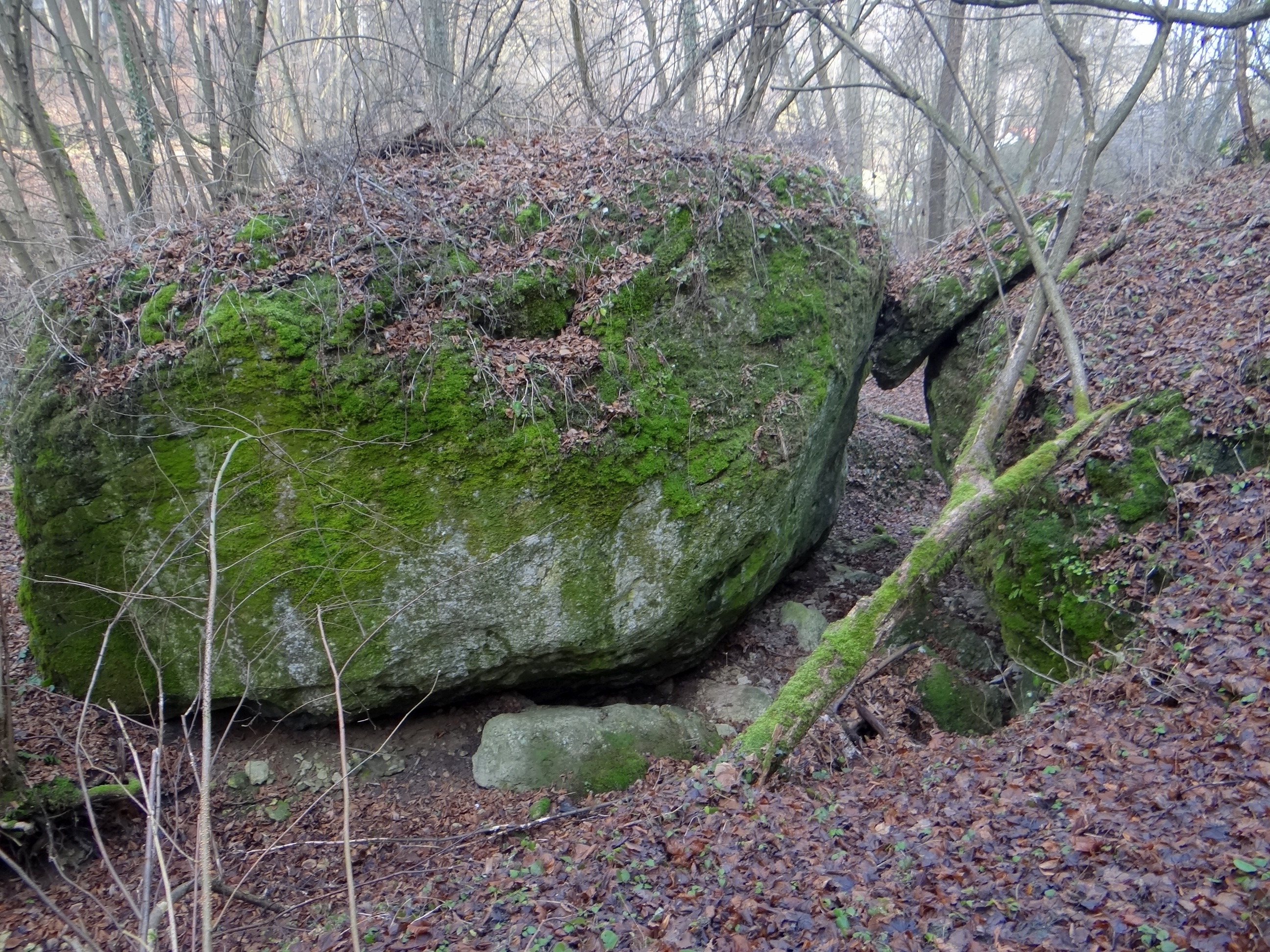
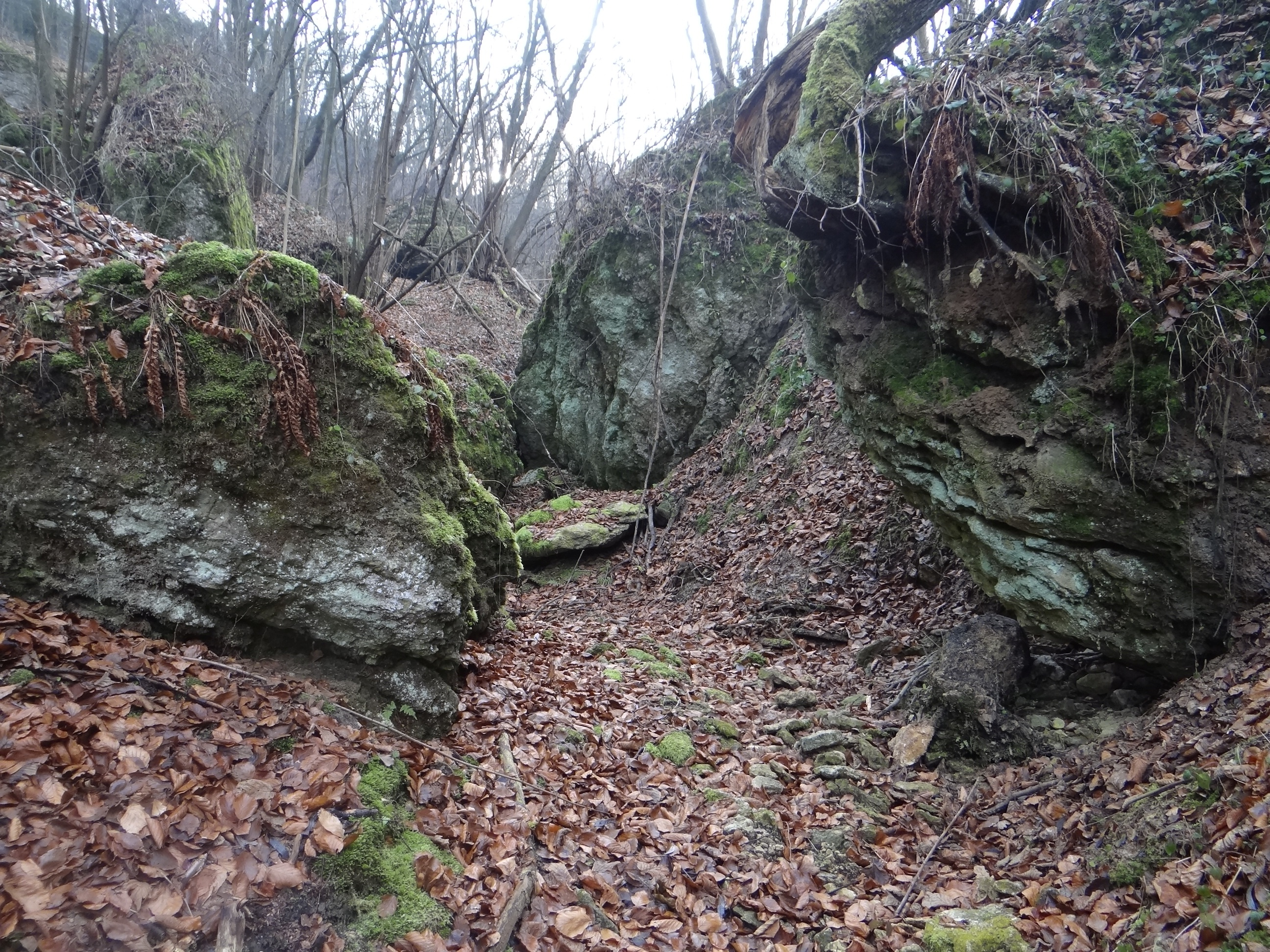
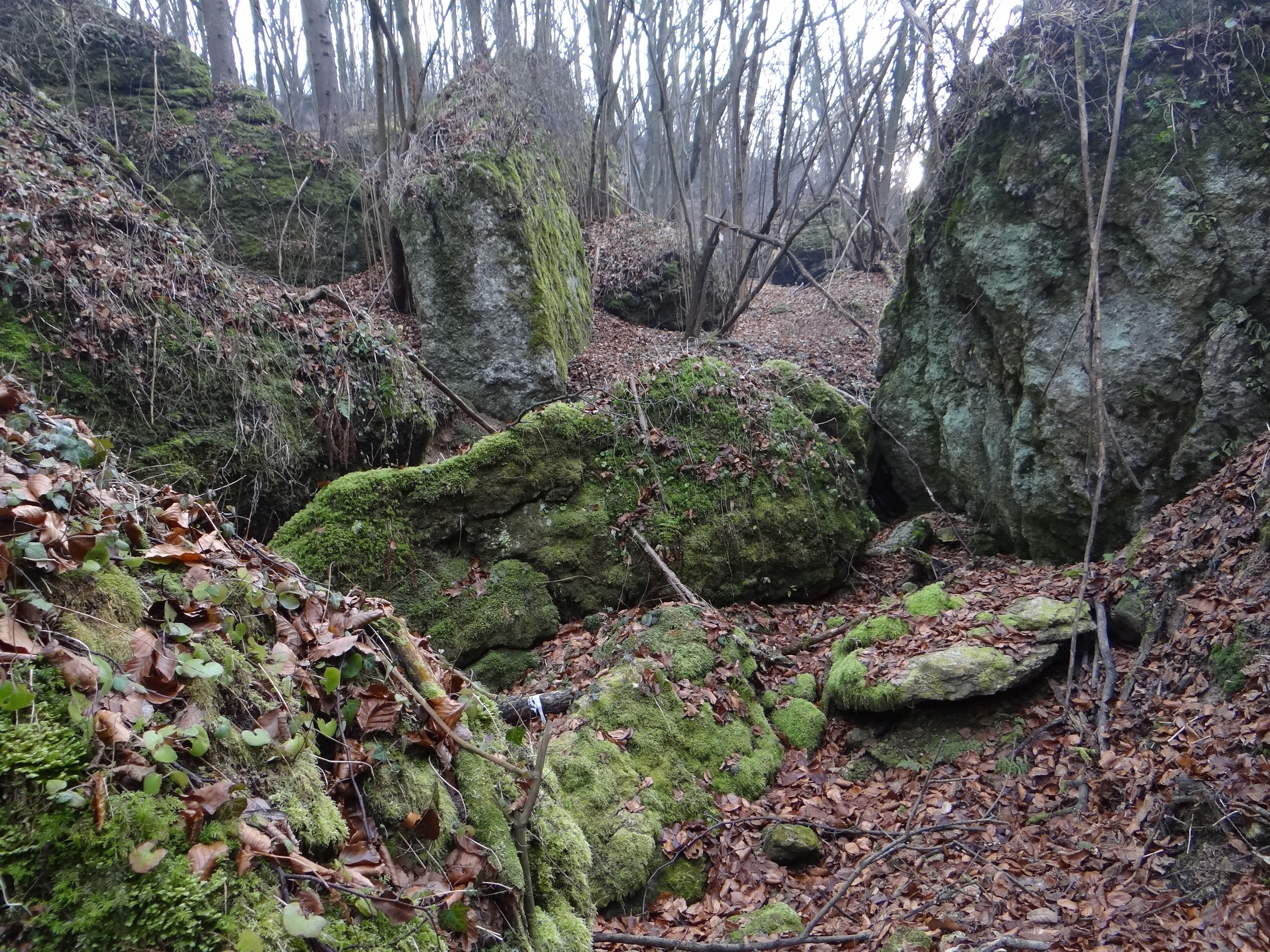
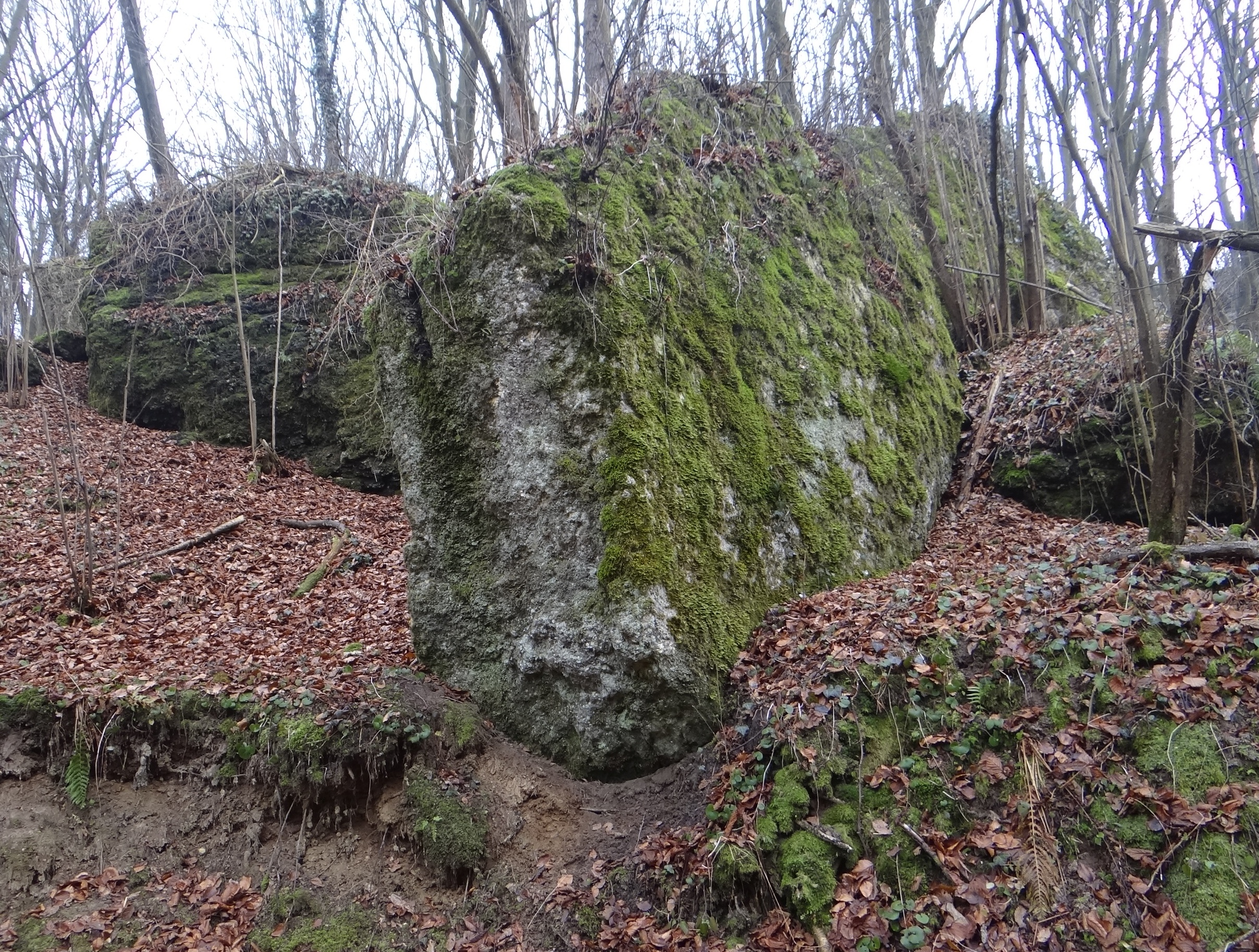